# Fronte Popolare per la Democrazia e la Giustizia
Il Fronte Popolare per la Democrazia e la Giustizia (in tigrino ህዝባዊ ግንባር ንደሞክራስን ፍትሕን/Həzbawi Gənbar nəDämokrasən Fətəḥən; in arabo الجبهة الشعبية للديمقراطية والعدالة/al-Jabhatu l-Shaʻabiyatu lil-Dīmuqrāṭiyati wāl-ʻIdālah) è un partito politico eritreo, dal 1991 l'unico legalmente presente nel Paese, successore del Fronte di Liberazione Eritreo e del Fronte di Liberazione del Popolo Eritreo. Il capo del partito è Isaias Afewerki, presidente dell'Eritrea dal 1993.
Il partito domina l'Assemblea nazionale (Hagerawi Baito), con 150 seggi, dei quali 75 sono stati assegnati dal comitato centrale del partito a seguito della nuova costituzione del 1997, 60 provenienti dall'Assemblea Costituente e 15 rappresentanti degli eritrei all'estero. 
Nel gennaio 2001 venne redatta una bozza dall'Assemblea Nazionale sul multipartitismo, in vista delle elezioni previste per il dicembre dello stesso anno, ma non è mai stata discussa in aula. Le elezioni vennero poi rimandate a tempo indefinito a causa della guerra con l'Etiopia.